# Bullion Mountains
De Bullion Mountains bevinden zich in de Mojavewoestijn in de Amerikaanse staat Californië, nabij de plaats Barstow. De bergketen is ongeveer 50 mijl lang en loopt langs Joshua Tree en Twentynine Palms. Het hoogste punt van de keten bevindt zich op een hoogte van 1423 meter.
Aangezien het grootste deel van de keten in het Marine Corps Air Ground Combat Center Twentynine Palms ligt, is zo goed als de volledige keten ontoegankelijk voor het publiek.